# Adsorció

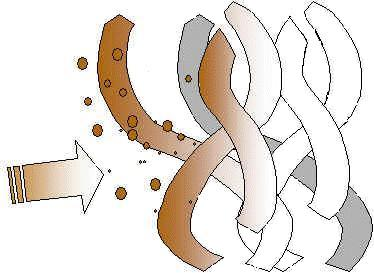
Adsorció.

L'adsorció és un fenomen físic o químic que consisteix en la formació d'una capa de material gasós, líquid o sòlid sobre la superfície d'una substància sòlida, tot i que, de vegades, també es pot produir sobre una superfície líquida, però això és menys freqüent. El material adherit és l'adsorbat i es diposita sobre l'adsorbent. És un fenomen habitual, per exemple, en els processos de corrosió.
L'adsorció, igual que altres fenòmens fisicoquímics, és present a la vida quotidiana. Per exemple, en la neteja en sec de taques d'oli o greix d'un teixit: es cobreix la taca amb un adsorbent mitjançant un polvoritzador (o bé s'empolvora manualment, per exemple, amb pols de talc) i al cap d'un temps es raspalla per a eliminar-lo: amb l'adsorbent se'n va també l'oli adsorbit.
adsorció: Un augment de la concentració d'una substància dissolta a la interfície d'una fase condensada i una líquida a causa del funcionament de forces superficials. L'adsorció també es pot produir a la interfície d'una fase condensada i una gasosa.
Igual que la tensió superficial, l'adsorció és una conseqüència de l'energia superficial. En un material a granel, tots els requisits d'enllaç (ja siguin iònic, covalent o metàl·lic) dels àtoms constituents del material són complerts per altres àtoms del material. Tanmateix, els àtoms de la superfície de l'adsorbent no estan completament envoltats per altres àtoms adsorbents i, per tant, poden atreure adsorbats. La naturalesa exacta de l'enllaç depèn dels detalls de l'espècie implicada, però el procés d'adsorció es classifica generalment com a fisisorció (característica de la força de van der Waalss feble) o quimisorció (característica d'enllaç covalent). També pot ocórrer a causa de l'atracció electroestàtica. La naturalesa de l'espècie adsorbida pot afectar l'estructura de l'adsorció. Per exemple, la fisisorció de polímers a partir de la solució pot donar lloc a estructures aixafades en una superfície.
L'adsorció està present en molts sistemes naturals, físics, biològics i químics i s'utilitza àmpliament en aplicacions industrials com ara catalitzadors heterogenis, carbó activat, captura i utilitza calor residual per proporcionar aigua freda per a l'aire condicionat i altres requisits del procés (refrigeradors d'adsorció), resines sintètiques, augmentant la capacitat d'emmagatzematge de carbons derivats de carbur i purificació d'aigua. L'adsorció, l'intercanvi iònic i la cromatografia són processos d'absorció en què determinats adsorbats es transfereixen selectivament de la fase fluida a la superfície de partícules rígides i insolubles suspeses en un recipient o empaquetades en una columna.
La paraula "adsorció" va ser encunyada el 1881 pel físic alemany Heinrich Kayser (1853–1940).

## Adsorció física i adsorció química
Depenent del tipus d'interaccions que ocorren entre l'adsorbit (o solut) i l'adsorbent (o substrat) es distingeixen dos tipus d'adsorció:
- Adsorció química o quimiadsorció : La superfície adsorbent queda coberta per una sola capa de molècules, àtoms o ions mitjançant forces químiques (enllaços covalents).

- Adsorció física: Les molècules o àtoms s'uneixen a la superfície mitjançant forces de van der Waals, més dèbils que les forces químiques de l'adsorció química.

Aquests dos tipus d'adsorció difereixen principalment en l'escala de les forces que mantenen les espècies considerades en la fase adsorbent. L'adsorció física té uns valors de ΔH (entalpia de formació dels enllaços adsorbent-adsorbit) d'uns 20 kJ·mol-1, mentre que l'adsorció d'una substància química té uns valors de ΔH deu vegades més gran, al voltant de 200 kJ·mol-1.

## Isotermes
L'adsorció de gasos i soluts es descriu normalment mitjançant isotermes, és a dir, la quantitat d'adsorbat sobre l'adsorbent en funció de la seva pressió (si és gas) o concentració (per a soluts en fase líquida) a temperatura constant. La quantitat adsorbida gairebé sempre es normalitza per la massa de l'adsorbent per permetre la comparació de diferents materials. Fins ara, s'han desenvolupat 15 models isotermes diferents.

### Freundlich
El primer ajust matemàtic a una isoterma va ser publicat per Freundlich i Kuster (1906) i és una fórmula purament empírica per als adsorbats gasosos:
{\displaystyle {\frac {x}{m}}=kP^{1/n},}
on {\displaystyle x} és la massa d'adsorbat adsorbit, {\displaystyle m} és la massa de l'adsorbent, {\displaystyle P} és la pressió de l'adsorbat (es pot canviar a concentració si s'investiga una solució en lloc de gas), i {\displaystyle k} i {\displaystyle n} són constants empíriques per a cada parell adsorbent-adsorbat a una temperatura determinada. La funció no és adequada a una pressió molt alta perquè en realitat {\displaystyle x/m} té un màxim asimptòtic a mesura que la pressió augmenta sense límit. A mesura que augmenta la temperatura, les constants {\displaystyle k} i {\displaystyle n} canvien per reflectir l'observació empírica que la quantitat adsorbida augmenta més lentament i calen pressions més altes per saturar la superfície.

### Langmuir
Irving Langmuir va ser el primer a derivar una isoterma d'adsorció basada científicament el 1918. El model s'aplica als gasos adsorbits en superfícies sòlides. És una isoterma semiempírica amb una base cinètica i es va derivar a partir de la termodinàmica estadística. És l'equació isoterma més comuna que s'utilitza per la seva senzillesa i la seva capacitat per adaptar-se a una varietat de dades d'adsorció. Es basa en quatre supòsits:
1. Tots els llocs d'adsorció són equivalents i cada lloc només pot acomodar una molècula.
2. La superfície és energèticament homogènia i les molècules adsorbides no interaccionen.
3. No hi ha transició de fases.
4. A la màxima adsorció, només es forma una monocapa. L'adsorció només es produeix en llocs localitzats a la superfície, no amb altres adsorbats.

Aquestes quatre suposicions poques vegades són certes: sempre hi ha imperfeccions a la superfície, les molècules absorbides no són necessàriament inerts i el mecanisme clarament no és el mateix per a les primeres molècules que s'absorbeixen a una superfície que per a les darreres. La quarta condició és la més problemàtica, ja que sovint s'absorbeixen més molècules a la monocapa; aquest problema és abordat per la isoterma BET per a superfícies relativament planes (no microporós). La isoterma de Langmuir és, no obstant això, la primera opció per a la majoria dels models d'adsorció i té moltes aplicacions en cinètica superficial (normalment anomenada cinètica Langmuir-Hinshelwood) i termodinàmica.
Langmuir va suggerir que l'adsorció té lloc mitjançant aquest mecanisme: {\displaystyle A_{\text{g}}+S\rightleftharpoons AS}, on A és una molècula de gas i S és un lloc d'adsorció. . Les constants de velocitat directa i inversa són k i k−1. Si definim la cobertura superficial, {\displaystyle \theta }, com la fracció dels llocs d'adsorció ocupats, en l'equilibri tenim:
{\displaystyle K={\frac {k}{k_{-1}}}={\frac {\theta }{(1-\theta )P}},}
o
{\displaystyle \theta ={\frac {KP}{1+KP}},}
on {\displaystyle P} és la pressió parcial del gas o la concentració molar de la solució. Per a pressions molt baixes {\displaystyle \theta \approx KP}, i per a pressions altes {\displaystyle \theta \approx 1}.
El valor de {\displaystyle \theta } és difícil de mesurar experimentalment; generalment, l'adsorbat és un gas i la quantitat adsorbida es dona en mols, grams o volums de gas a temperatura i pressió estàndard (STP) per gram d'adsorbent. Si anomenem vmon el volum STP d'adsorbat necessari per formar una monocapa sobre l'adsorbent (per gram d'adsorbent), aleshores {\displaystyle \theta ={\frac {v}{v_{\text{mon}}}}}, i obtenim una expressió per a una línia recta:
{\displaystyle {\frac {1}{v}}={\frac {1}{Kv_{\text{mon}}}}{\frac {1}{P}}+{\frac {1}{v_{\text{mon}}}}.}
Mitjançant el seu pendent i la seva intercepció y podem obtenir vmon i K, que són constants per a cada parella adsorbent-adsorbat a una temperatura determinada. vmon està relacionat amb el nombre de llocs d'adsorció mitjançant la llei dels gasos ideals. Si suposem que el nombre de llocs és només l'àrea sencera del sòlid dividida en la secció transversal de les molècules d'adsorbat, podem calcular fàcilment la superfície de l'adsorbent. La superfície d'un adsorbent depèn de la seva estructura: com més porus tingui, més gran és l'àrea, la qual cosa té una gran influència en les reaccions a les superfícies.
Si més d'un gas adsorbeix a la superfície, definim {\displaystyle \theta _{E}} com la fracció de llocs buits i tenim:
{\displaystyle \theta _{E}={\dfrac {1}{1+\sum _{i=1}^{n}K_{i}P_{i}}}.}
A més, podem definir {\displaystyle \theta _{j}} com la fracció dels llocs ocupats pel gas j-è:
{\displaystyle \theta _{j}={\dfrac {K_{j}P_{j}}{1+\sum _{i=1}^{n}K_{i}P_{i}}},}
on i és cadascun dels gasos que absorbeixen.
Nota:
1) Per triar entre les equacions de Langmuir i Freundlich, s'han d'investigar les entalpies d'adsorció. Mentre que el model de Langmuir assumeix que l'energia d'adsorció es manté constant amb l'ocupació de la superfície, l'equació de Freundlich es deriva del supòsit que la calor d'adsorció disminueix contínuament a mesura que s'ocupen els llocs d'unió. L'elecció del model basat en el millor ajust de les dades és un error comú.
2) L'ús de la forma linealitzada del model de Langmuir ja no és una pràctica habitual. Els avenços en la potència computacional van permetre que la regressió no lineal es realitzés ràpidament i amb més confiança, ja que no cal transformació de dades.

## Teoria BET
Sovint les molècules formen capes múltiples, és a dir, algunes s'adsorbeixen sobre molècules ja adsorbides, i la isoterma de Langmuir no és vàlida. El 1938 Stephen Brunauer, Paul Emmett i Edward Teller van desenvolupar un model d'isoterma que té en compte aquesta possibilitat. La seva teoria s'anomena teoria BET, després de les inicials dels seus cognoms. Van modificar el mecanisme de Langmuir de la següent manera:
A(g) + S ⇌ AS,
A(g) + AS ⇌ A2S,
A(g) + A2S ⇌ A3S i així successivament.

Isotermes Langmuir (blau) i BET (vermell)

La derivació de la fórmula és més complicada que la de Langmuir (vegeu els enllaços per a la derivació completa). Obtenim:
{\displaystyle {\frac {x}{v(1-x)}}={\frac {1}{v_{\text{mon}}c}}+{\frac {x(c-1)}{v_{\text{mon}}c}},}
on x és la pressió dividida per la pressió de vapor per a l'adsorbat a aquesta temperatura (normalment es denota {\displaystyle P/P_{0}}), v és el volum STP d'adsorbit adsorbat, vmon és el volum STP de la quantitat d'adsorbat necessària per formar una monocapa, i c és la constant d'equilibri K que hem utilitzat a la isoterma de Langmuir multiplicat per la pressió de vapor de l'adsorbat. La hipòtesi clau utilitzada per derivar l'equació BET és que les calors successives d'adsorció de totes les capes excepte la primera són iguals a la calor de condensació de l'adsorbat.
La isoterma de Langmuir sol ser millor per a la quimisorció, i la isoterma BET funciona millor per a la fisisorció de superfícies no microporoses.

### Kisliuk

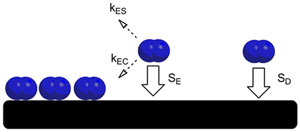
Dues molècules de nitrogen adsorbat s'adsorbeixen sobre un adsorbent de tungstè de l'estat precursor al voltant d'una illa d'adsorbat prèviament adsorbit (esquerra) i mitjançant adsorció aleatòria (dreta)

En altres casos, les interaccions moleculars entre molècules de gas prèviament adsorbides en una superfície sòlida formen interaccions significatives amb molècules de gas en les fases gasoses. Per tant, és més probable que l'adsorció de molècules de gas a la superfície es produeixi al voltant de molècules de gas que ja estan presents a la superfície sòlida, cosa que fa que la isoterma d'adsorció de Langmuir sigui ineficaç a efectes de modelització. Aquest efecte es va estudiar en un sistema on el nitrogen era l'adsorbat i el tungstè l'adsorbent per Paul Kisliuk (1922–2008) el 1957. Per compensar l'augment de la probabilitat d'adsorció al voltant de les molècules presents a la superfície del substrat, Kisliuk va desenvolupar l'estat precursor teoria, per la qual les molècules entrarien en un estat precursor a la interfície entre l'adsorbent sòlid i l'adsorbat en la fase gasosa. A partir d'aquí, les molècules d'adsorbat s'adsorbirien a l'adsorbent o es desorbien a la fase gasosa. La probabilitat que es produeixi l'adsorció a partir de l'estat precursor depèn de la proximitat de l'adsorbat a altres molècules d'adsorbat que ja han estat adsorbides. Si la molècula d'adsorbat en estat precursor es troba molt a prop d'una molècula d'adsorbat que ja s'ha format a la superfície, té una probabilitat d'adherència reflectida per la mida de la constant SE i serà adsorbida. de l'estat precursor a una velocitat de kEC o es desorbirà a la fase gasosa a una velocitat de kES. Si una molècula d'adsorbat entra a l'estat precursor en un lloc allunyat de qualsevol altra molècula d'adsorbat prèviament adsorbida, la probabilitat d'adherència es reflecteix per la mida de la constant SD.
Aquests factors es van incloure com a part d'una única constant anomenada "coeficient d'adhesió", kE, que es descriu a continuació:
{\displaystyle k_{\text{E}}={\frac {S_{\text{E}}}{k_{\text{ES}}S_{\text{D}}}}.}
Com que SD està dictada per factors que es tenen en compte pel model de Langmuir, es pot suposar que SD és la constant de velocitat d'adsorció. Tanmateix, la constant de velocitat per al model de Kisliuk (R) és diferent de la del model de Langmuir, ja que R s'utilitza per representar l'impacte de la difusió en la formació de monocapa i és proporcional al quadrat. arrel del coeficient de difusió del sistema. La isoterma d'adsorció de Kisliuk s'escriu de la següent manera, on θ(t) és la cobertura fraccionada de l'adsorbent amb adsorbat, i t és el temps d'immersió:
{\displaystyle {\frac {d\theta _{(t)}}{dt}}=R'(1-\theta )(1+k_{\text{E}}\theta ).}
La resolució de θ(t) dona:
{\displaystyle \theta _{(t)}={\frac {1-e^{-R'(1+k_{\text{E}})t}}{1+k_{\text{E}}e^{-R'(1+k_{\text{E}})t}}}.}

### Entalpia d'adsorció
Les constants d'adsorció són constant d'equilibris, per tant obeeixen l'equació de Van 't Hoff:
{\displaystyle \left({\frac {\partial \ln K}{\partial {\frac {1}{T}}}}\right)_{\theta }=-{\frac {\Delta H}{R}}.}
Com es pot veure a la fórmula, la variació de K ha de ser isostèrica, és a dir, a cobertura constant. Si partim de la isoterma BET i assumim que el canvi d'entropia és el mateix per a la liqüefacció i l'adsorció, obtenim
{\displaystyle \Delta H_{\text{ads}}=\Delta H_{\text{liq}}-RT\ln c,}
és a dir, l'adsorció és més exotèrmica que la liqüefacció.

### Explicació d'una sola molècula
L'adsorció de molècules de conjunt sobre una superfície o interfície es pot dividir en dos processos: adsorció i desorció. Si la taxa d'adsorció guanya la velocitat de desorció, les molècules s'acumularan amb el temps donant la corba d'adsorció al llarg del temps. Si la taxa de desorció és més gran, el nombre de molècules a la superfície disminuirà amb el temps. La velocitat d'adsorció depèn de la temperatura, la velocitat de difusió del solut (relacionada amb el camí lliure mitjà del gas pur) i la barrera energètica entre la molècula i la superfície. La difusió i els elements clau de la velocitat d'adsorció es poden calcular utilitzant les lleis de difusió de Fick i la relació d'Einstein (teoria cinètica).
En condicions ideals, quan no hi ha barrera energètica i totes les molècules que es difonen i xoquen amb la superfície s'adsorbeixen, el nombre de molècules adsorbides {\displaystyle \Gamma } en una superfície d'àrea {\displaystyle A} en una superfície d'àrea infinita es pot integrar directament a partir de la segona llei de Fick equació diferencial per ser:
{\displaystyle \Gamma =2AC{\sqrt {\frac {Dt}{\pi }}}}
on {\displaystyle A} és l'àrea superficial (unitat m2), {\displaystyle C} és la concentració numèrica de la molècula a la solució a granel (unitat #/m 3), {\displaystyle D} és la constant de difusió (unitat m2/s) i {\displaystyle t} és el temps (unitat s). Més simulacions i anàlisis d'aquesta equació mostren que la dependència de l'arrel quadrada del temps s'origina a partir de la disminució de les concentracions prop de la superfície en condicions ideals d'adsorció. A més, aquesta equació només funciona per al començament de l'adsorció quan es forma un gradient de concentració ben comportat a prop de la superfície. La correcció de la reducció de l'àrea d'adsorció i la desacceleració de l'evolució del gradient de concentració s'han de plantejar durant més temps.
En condicions experimentals reals, el flux i la petita àrea d'adsorció sempre fan que la velocitat d'adsorció sigui més ràpida del que va predir aquesta equació, i la barrera energètica accelerarà aquesta velocitat per atracció superficial o la frenarà per repulsió superficial. Per tant, la predicció d'aquesta equació està sovint d'uns pocs a diversos ordres de magnitud dels resultats experimentals. En casos especials, com ara una àrea d'adsorció molt petita en una superfície gran, i en equilibri químic quan no hi ha un gradient de concentració prop de la superfície, aquesta equació esdevé útil per predir la taxa d'adsorció amb una cura especial discutible per determinar un valor específic de {\displaystyle t} en una mesura concreta.
La desorció d'una molècula de la superfície depèn de l'energia d'unió de la molècula a la superfície i de la temperatura. Per tant, la taxa d'adsorció general típica és sovint un resultat combinat de l'adsorció i la desorció.

## Mecànica quàntica: modelització termodinàmica de la superfície i la porositat
Des de 1980 es van treballar dues teories per explicar l'adsorció i obtenir equacions que funcionin. Aquestes dues s'anomenen la hipòtesi del chi, la derivació mecànica quàntica i l'excés de treball superficial (ESW). Ambdues teories donen la mateixa equació per a superfícies planes:
{\displaystyle \theta =(\chi -\chi _{c})U(\chi -\chi _{c})}
on U és la funció de pas de la unitat. La definició dels altres símbols és la següent:
{\displaystyle \theta :=n_{\text{ads}}/n_{m},\quad \chi :=-\ln {\bigl (}-\ln {\bigl (}P/P_{\text{vap}}{\bigr )}{\bigr )}}
on "ads" significa "adsorbit", "m" significa "equivalència monocapa" i "vap" és referència a la pressió de vapor de l'adsortiu líquid a la mateixa temperatura que la mostra sòlida. La funció d'unitat crea la definició de l'energia molar d'adsorció per a la primera molècula adsorbida per:
{\displaystyle \chi _{c}=:-\ln {\bigl (}-E_{a}/RT{\bigr )}}
El diagrama de {\displaystyle n_{ads}} adsorbit versus {\displaystyle \chi } es coneix com a diagrama de chi. Per a superfícies planes, el pendent de la trama de chi dona la superfície. Empíricament, Michael Polanyi and also by Jan Hendrik de Boer and Cornelis Zwikker i també de Jan Hendrik de Boer i Cornelis Zwikker però no es persegueix. Això va ser degut a les crítiques en el primer cas per Albert Einstein i en el segon cas per Brunauer. Aquesta equació de superfície plana es pot utilitzar com a "corba estàndard" en la tradició normal de les corbes de comparació, amb l'excepció que la part inicial de la mostra porosa de la gràfica de {\displaystyle n_{ads}} versus {\displaystyle \ chi}actua com un autoestàndard. Amb aquesta tècnica es poden analitzar condicions ultramicroporoses, microporoses i mesoporoses. Les desviacions estàndard típiques per a ajustaments isotermes complets incloses mostres poroses són inferiors al 2%.
Tingueu en compte que en aquesta descripció de l'adsorció física, l'entropia d'adsorció és coherent amb el criteri termodinàmic de Dubinin, és a dir, l'entropia d'adsorció de l'estat líquid a l'estat adsorbit és aproximadament zero.

## Adsorbents

### Característiques i requisits generals

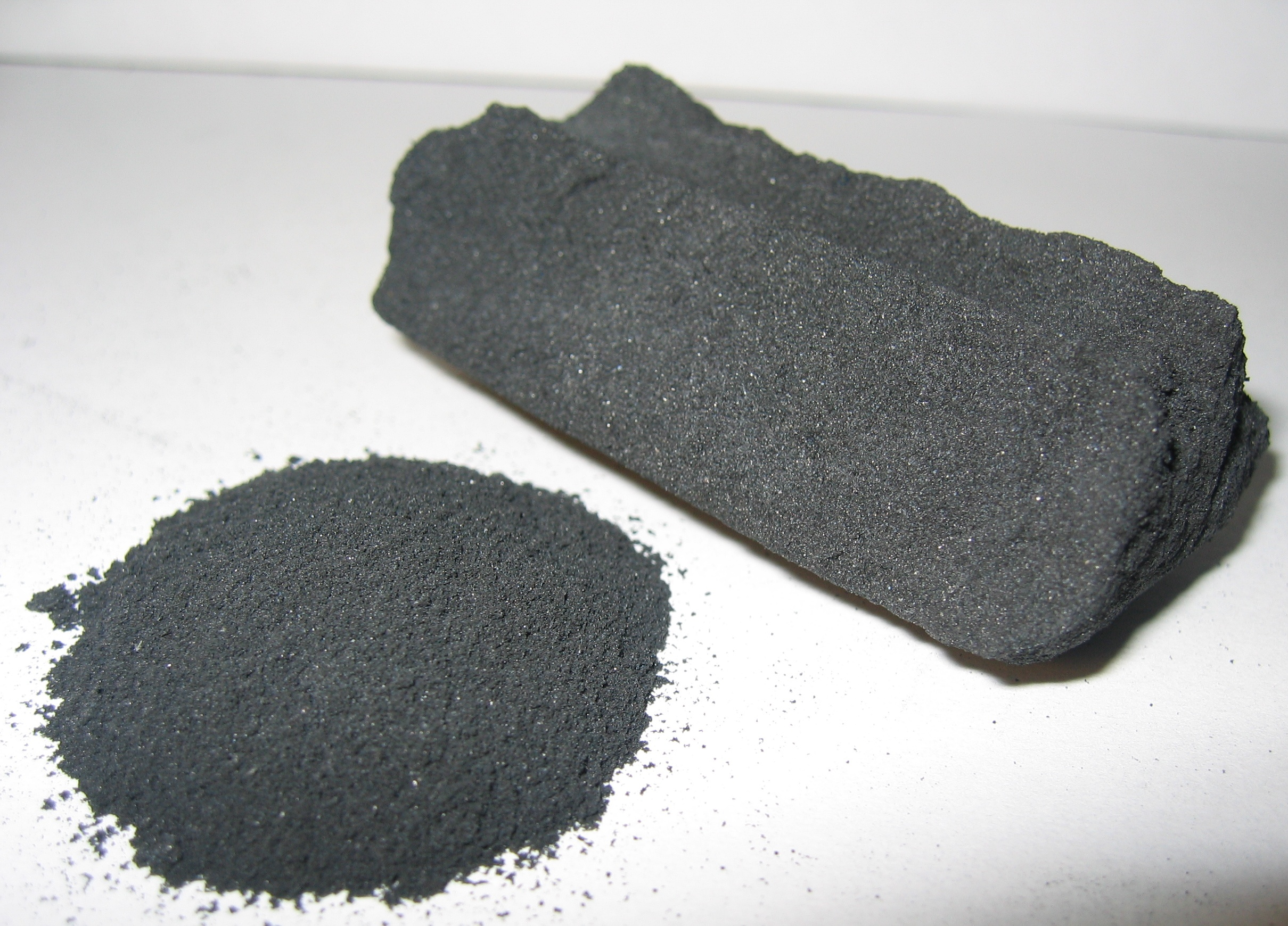
El carbó activat s'utilitza com a adsorbent

Els adsorbents s'utilitzen generalment en forma de pellets esfèrics, varetes, motllures o monòlits amb un radi hidrodinàmic entre 0,25 i 5 mm. Han de tenir una alta resistència a l'abrasió, una alta estabilitat tèrmica i uns diàmetres de porus reduïts, la qual cosa resulta en una superfície exposada més gran i, per tant, una gran capacitat d'adsorció. Els adsorbents també han de tenir una estructura de porus diferent que permeti el transport ràpid dels vapors gasosos.
La majoria dels adsorbents industrials es divideixen en una d'aquestes tres classes:
- Compostos que contenen oxigen: solen ser hidròfils i polars, inclosos materials com ara gel de sílice, calcària (carbonat de calci)[27] i zeolita s.
- Compostos basats en carboni: solen ser hidròfobs i no polars, inclosos materials com el carbó actiu i el grafit.
- Compostos basats en polímers: són polars o no polars, depenent dels grups funcionals de la matriu del polímer.

### Gel de sílice

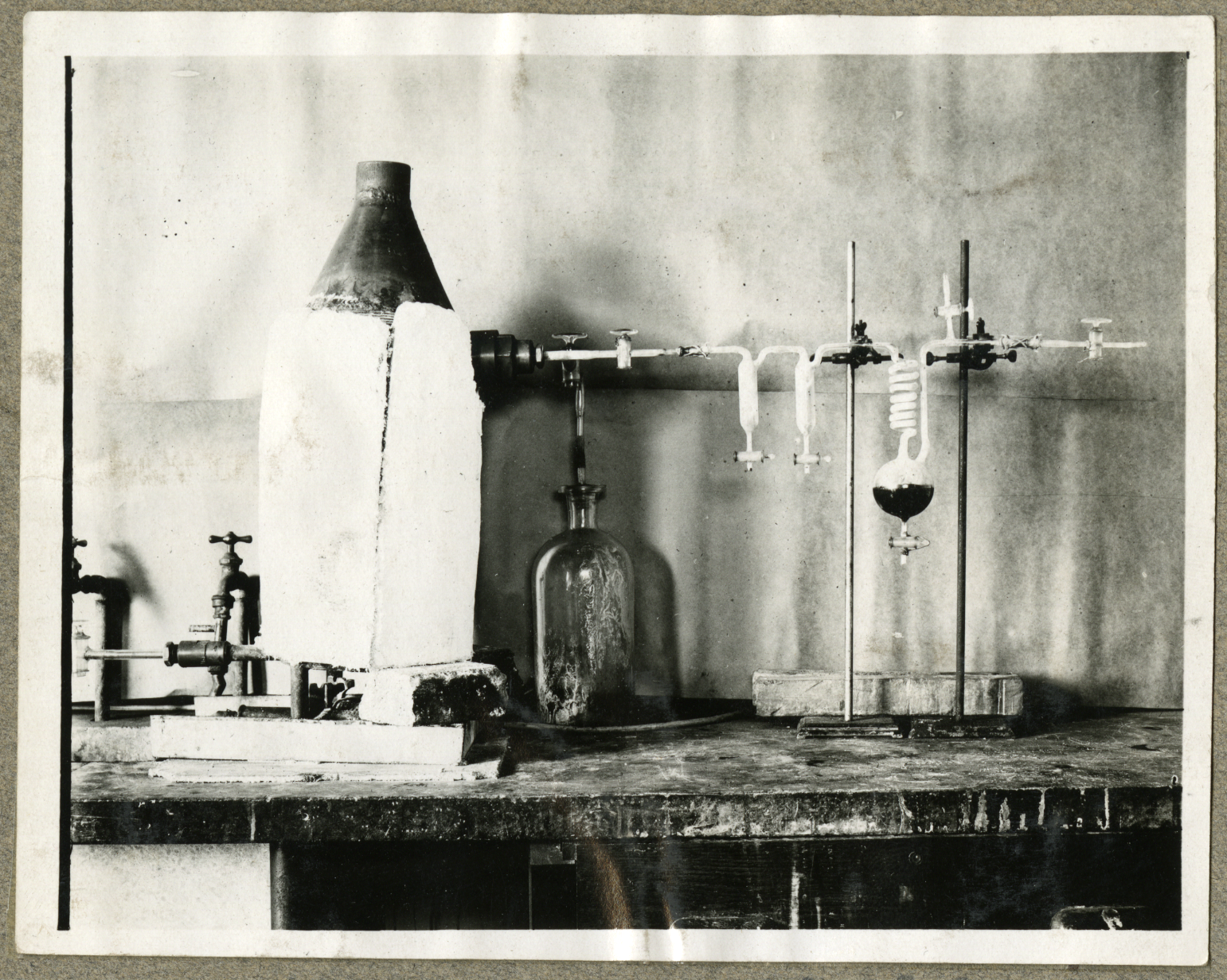
Adsorbidor de gel de sílice per a NO_{2}, Laboratori d'Investigació de Nitrogen Fix, aprox. 1930

El gel de sílice és una forma amorfa de SiO2 químicament inert, no tòxic, polar i dimensionalment estable (< 400 °C o 750 °F). . Es prepara per la reacció entre el silicat de sodi i l'àcid acètic, que és seguida d'una sèrie de processos de post-tractament com l'envelliment, el decapat, etc. Aquests mètodes de posttractament donen lloc a diferents distribucions de la mida dels porus.
La sílice s'utilitza per assecar l'aire de procés (per exemple, oxigen, gas natural) i per a l'adsorció d'hidrocarburs pesats (polars) del gas natural.

### Zeolites
Les zeolitess són aluminosilicats cristal·lins naturals o sintètics, que tenen una xarxa de porus repetits i alliberen aigua a alta temperatura. Les zeolites són de naturalesa polar.
Es fabriquen mitjançant síntesi hidrotermal d'aluminosilicat de sodi o d'una altra font de sílice en un autoclau seguit d'intercanvi iònic amb determinats cations (Na+, Li+). >, Ca2+, K+, NH4+). El diàmetre del canal de les gàbies de zeolita sol oscil·lar entre 2 i 9 Å. El procés d'intercanvi iònic va seguit de l'assecat dels cristalls, que es poden granular amb un aglutinant per formar pellets macroporosos.
Les zeolites s'apliquen en l'assecat de l'aire de procés, l'eliminació de CO2 del gas natural, l'eliminació de CO del gas de reforma, la separació de l'aire, el craqueig catalític i la síntesi i reforma catalítica.
Les zeolites no polars (sílices) es sintetitzen a partir de fonts de sílice lliures d'alumini o per desaluminació de zeolites que contenen alumini. El procés de desaluminació es fa tractant la zeolita amb vapor a temperatures elevades, normalment superiors a 500 °C (930 °F). Aquest tractament tèrmic a alta temperatura trenca els enllaços alumini-oxigen i l'àtom d'alumini és expulsat de l'estructura de la zeolita.

## Carbó activat
El carbó activat és un sòlid amorf altament porós que consisteix en microcristal·lits amb una xarxa de grafit, generalment preparat en petits grànuls o en pols. És no polar i barat. Un dels seus principals inconvenients és que reacciona amb l'oxigen a temperatures moderades (més de 300 °C).
El carbó activat es pot fabricar a partir de material carbònic, com ara carbó (bituminós, subbituminós i lignit), torba, fusta o closques de nous (per exemple, coco). El procés de fabricació consta de dues fases, la carbonització i l'activació. El procés de carbonització inclou l'assecat i després l'escalfament per separar els subproductes, inclosos quitràs i altres hidrocarburs de la matèria primera, així com per expulsar els gasos generats. El procés es completa escalfant el material a 400 °C (750 °F) en una atmosfera lliure d'oxigen que no pot suportar la combustió. Aleshores, les partícules carbonitzades s'"activen" exposant-les a un agent oxidant, generalment vapor o diòxid de carboni a alta temperatura. Aquest agent crema les estructures de bloqueig de porus creades durant la fase de carbonització i, per tant, desenvolupen una estructura de gelosia de grafit porosa i tridimensional. La mida dels porus desenvolupats durant l'activació és una funció del temps que passen en aquesta etapa. Temps d'exposició més llargs donen lloc a mides de porus més grans. Els carbonis de fase aquosa més populars són de base bituminosa per la seva duresa, resistència a l'abrasió, distribució de la mida dels porus i baix cost, però la seva eficàcia s'ha de provar en cada aplicació per determinar el producte òptim.
El carbó activat s'utilitza per a l'adsorció de substàncies orgàniques i adsorbats no polars i també s'utilitza habitualment per al tractament de gasos residuals (i aigües residuals). És l'adsorbent més utilitzat, ja que la majoria de les seves propietats químiques (per exemple, grups de superfície) i físiques (per exemple, distribució de la mida dels porus i àrea de superfície) es poden ajustar segons el que es necessiti. La seva utilitat també deriva del seu gran micropor (i de vegades mesopor) i la gran superfície resultant. Treballs d'investigació recents van informar del carbó activat com a agent eficaç per adsorbir espècies catiònics de metalls tòxics de sistemes multicontaminants i també van proposar possibles mecanismes d'adsorció amb evidències de suport.

## Adsorció d'aigua
L'adsorció d'aigua a les superfícies té una gran importància en l'enginyeria química, la ciència dels materials i la catàlisi. També anomenada hidratació superficial, la presència d'aigua adsorbida física o químicament a les superfícies dels sòlids té un paper important en el govern de les propietats de la interfície, les vies de reaccions químiques i el rendiment catalític en una àmplia gamma de sistemes. En el cas d'aigua adsorbida físicament, la hidratació superficial es pot eliminar simplement mitjançant l'assecat en condicions de temperatura i pressió que permeten la vaporització total de l'aigua. Per a l'aigua adsorbida químicament, la hidratació pot ser en forma d'adsorció dissociativa, on les molècules d'H2O es dissocien en -H i -OH adsorbits a la superfície, o d'adsorció molecular (adsorció associativa) on molècules d'aigua individuals. roman intacte
L'adsorció d'aigua a les superfícies té una gran importància en l'enginyeria química, la ciència dels materials i la catàlisi. També anomenada hidratació superficial, la presència d'aigua adsorbida física o químicament a les superfícies dels sòlids té un paper important en el govern de les propietats de la interfície, les vies de reaccions químiques i el rendiment catalític en una àmplia gamma de sistemes. En el cas d'aigua adsorbida físicament, la hidratació superficial es pot eliminar simplement mitjançant l'assecat en condicions de temperatura i pressió que permeten la vaporització total de l'aigua. Per a l'aigua adsorbida químicament, la hidratació pot ser en forma d'adsorció dissociativa, on les molècules d'H2O es dissocien en -H i -OH adsorbits a la superfície, o d'adsorció molecular (adsorció associativa) on molècules d'aigua individuals romanen intactes.

## Captura i emmagatzematge de carboni
Els adsorbents típics proposats per a la captura i emmagatzematge de diòxid de carboni són les zeolitess i els MOF. La personalització dels adsorbents els converteix en una alternativa potencialment atractiva a l'absorció. Com que els adsorbents es poden regenerar per canvi de temperatura o pressió, aquest pas pot ser menys energètic que els mètodes de regeneració absorció. Principals problemes que hi ha amb el cost d'adsorció en la captura de carboni són: regeneració de l'adsorbent, relació de massa, dissolvent/MOF, cost de l'adsorbent, producció de l'adsorbent, vida útil de l'adsorbent.
A la tecnologia Sorption enhanced water gas shift (SEWGS) es combina un procés de captura de carboni pre-combustió, basat en l'adsorció sòlida, amb la water gas shift reaction (WGS) per tal de per produir un corrent d'hidrogen a alta pressió.El corrent de CO2 produït es pot emmagatzemar o utilitzar per a altres processos industrials.

## Adsorció de proteïnes i tensioactius
L'adsorció de proteïnes és un procés que té un paper fonamental en el camp dels biomaterials. De fet, les superfícies del biomaterial en contacte amb medis biològics, com la sang o el sèrum, estan recobertes immediatament de proteïnes. Per tant, les cèl·lules vives no interaccionen directament amb la superfície del biomaterial, sinó amb la capa de proteïnes adsorbides. Aquesta capa proteica media la interacció entre biomaterials i cèl·lules, traduint les propietats físiques i químiques del biomaterial a un "llenguatge biològic". De fet, els membrana cel·lular receptors s'uneixen als llocs bioactius de la capa proteica i aquests esdeveniments d'unió receptor-proteïna es transdueixen mitjançant la membrana cel·lular, de manera que estimula processos intracel·lulars específics que després determinen l'adhesió, la forma, el creixement i la diferenciació cel·lular. L'adsorció de proteïnes està influenciada per moltes propietats superficials, com ara la humectabilitat superficial, la composició química de la superfície. i morfologia superficial a escala nanomètrica.
L'adsorció de tensioactius és un fenomen similar, però utilitzant molècules de tensioactius en lloc de proteïnes.

## Refrigeradors d'adsorció

Un diagrama esquemàtic d'un refrigerador d'adsorció: (1) la calor es perd per evaporació del refrigerant, (2) el vapor del refrigerant s'adsorbeix al medi sòlid, (3) el refrigerant es desorbeix del la secció del medi sòlid no s'utilitza, (4) el refrigerant es condensa i es torna a l'inici, (5) i (6) el medi sòlid es fa un cicle entre l'adsorció i la desorció per regenerar-lo.

Combinant un adsorbent amb un refrigerant, refrigeradors d'adsorció utilitzen calor per proporcionar un efecte de refredament. Aquesta calor, en forma d'aigua calenta, pot provenir de qualsevol nombre de fonts industrials, inclosa la calor residual dels processos industrials, la calor primària de les instal·lacions solars tèrmiques o la calor d'escapament o de la camisa d'aigua d'un motor de pistó o d'una turbina.
Encara que hi ha similituds entre els refrigeradors d'adsorció i el refrigeració d'absorció, el primer es basa en la interacció entre gasos i sòlids. La cambra d'adsorció del refrigerador s'omple d'un material sòlid (per exemple, zeolita, gel de sílice, alúmina, carbó actiu o determinats tipus de sals metàl·liques), que en el seu estat neutre ha adsorbit el refrigerant. Quan s'escalfa, el sòlid desorbeix (allibera) vapor de refrigerant, que posteriorment es refreda i liqua. Aquest refrigerant líquid proporciona llavors un efecte de refredament a l'evaporador a partir de la seva entalpia de vaporització. En l'etapa final, el vapor del refrigerant és (re)adsorbit al sòlid. Com que un refrigerador d'adsorció no requereix cap compressor, és relativament silenciós.

## Adsorció mediada pel lloc del portal
L'adsorció mediada pel lloc del portal és un model per a l'adsorció selectiva de gasos activats en sistemes catalítics metàl·lics que contenen una varietat de llocs d'adsorció diferents. En aquests sistemes, els llocs semblants a defectes de "vora i cantonada" de baixa coordinació poden presentar entalpies d'adsorció significativament més baixes que els llocs d'alta coordinació (pla basal). Com a resultat, aquests llocs poden servir com a "portals" per a una adsorció molt ràpida a la resta de la superfície. El fenomen es basa en l'efecte "desbordament" comú (que es descriu a continuació), on certes espècies adsorbides presenten una gran mobilitat en algunes superfícies. El model explica observacions aparentment inconsistents de la termodinàmica i la cinètica d'adsorció de gasos en sistemes catalítics on les superfícies poden existir en una sèrie d'estructures de coordinació, i s'ha aplicat amb èxit a sistemes catalítics bimetàl·lics on s'observa activitat sinèrgica.
En contrast amb el vessament pur, l'adsorció del lloc portal es refereix a la difusió superficial als llocs d'adsorció adjacents, no a superfícies de suport no adsortives.
Sembla que el model va ser proposat per primera vegada per al monòxid de carboni sobre platí suportat per sílice per Brandt et al. (1993). King i els seus companys van desenvolupar un model similar, però independentper descriure l'adsorció d'hidrogen en ruteni, plata-ruteni i coure promoguts amb àlcali suportats per sílice. catalitzadors bimetàl·lics de ruteni. El mateix grup va aplicar el model a la hidrogenació de CO (Procés Fischer-Tropsch). Zupanc et al. (2002) va confirmar posteriorment el mateix model d'adsorció d'hidrogen en catalitzadors bimetàl·lics de cesi-ruteni suportats per magnesia. Trens et al. (2009) han descrit de manera similar la difusió superficial de CO sobre partícules de Pt suportades per carboni de morfologia variable.

## Vessament d'adsorció
En el cas de sistemes catalítics o adsorbents en què una espècie metàl·lica es dispersa sobre un material de suport (o portador) (sovint òxids quasi inerts, com ara alúmina o sílice), és possible que una espècie adsortiva s'adsorbeixi indirectament a la superfície de suport sota condicions en què aquesta adsorció és termodinàmicament desfavorable. La presència del metall serveix com a via de menor energia perquè les espècies gasoses s'adsorbeixin primer al metall i després es difonguin a la superfície de suport. Això és possible perquè l'espècie adsorbida assoleix un estat d'energia més baix un cop s'ha adsorbit al metall, reduint així la barrera d'activació entre les espècies en fase gasosa i les espècies adsorbides al suport.
El vessament d'hidrogen és l'exemple més comú d'un vessament d'adsorció. En el cas de l'hidrogen, l'adsorció s'acompanya més sovint amb la dissociació de l'hidrogen molecular (H2) a l'hidrogen atòmic (H), seguida d'un vessament dels àtoms d'hidrogen presents.
L'efecte spillover s'ha utilitzat per explicar moltes observacions sobre la catàlisi heterogènia i l'adsorció.

## Adsorció de polímers
L'adsorció de molècules sobre superfícies de polímers és fonamental per a diverses aplicacions, inclòs el desenvolupament de recobriments antiadherents i en diversos dispositius biomèdics. Els polímers també es poden adsorbir a les superfícies mitjançant l'adsorció de polielectròlits.

## En virus
L'adsorció és el primer pas del cicle de vida viral. Els següents passos són la penetració, el descobriment, la síntesi (transcripció si cal i traducció) i l'alliberament. El cicle de replicació del virus, en aquest sentit, és similar per a tots els tipus de virus. Factors com la transcripció poden ser necessaris o no si el virus és capaç d'integrar la seva informació genòmica al nucli de la cèl·lula, o si el virus es pot replicar directament dins del citoplasma de la cèl·lula.

## En la cultura popular
El joc de Tetris és un joc de trencaclosques en el qual s'adsorbeixen blocs de 4 sobre una superfície durant el joc. Els científics han utilitzat blocs de Tetris "com a proxy per a molècules amb una forma complexa" i la seva "adsorció sobre una superfície plana" per estudiar la termodinàmica de les nanopartícules.